# Chapelle Notre-Dame-de-Tout-Pouvoir de Fongrave
Pour les articles homonymes, voir Chapelle Notre-Dame.
La chapelle Notre-Dame-de-Tout-Pouvoir est située à Fongrave, dans le département de Lot-et-Garonne, en Nouvelle-Aquitaine.

## Historique

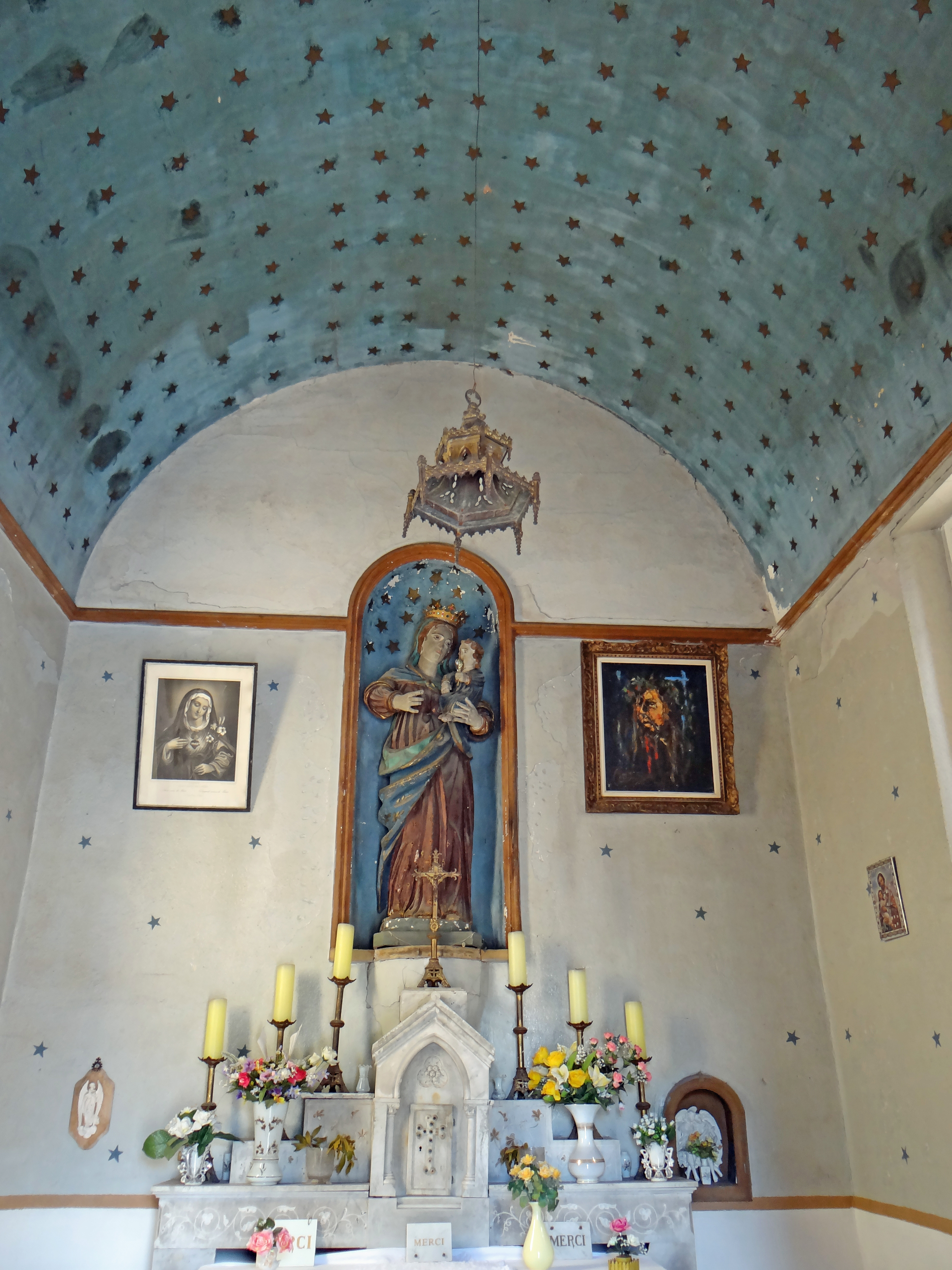
Intérieur

En 1742, une grave épizootie ravage le cheptel de la région. Face à ce fléau, la population s'est tournée vers l'église et Dieu. D'après le chanoine Durengues, la population fongravraise a alors décidé de construire une chapelle dédiée à la Vierge si l'épidémie cessait.
Ce qui a dû se produire puisque la chapelle a été construite, en 1749, d'après la date portée sur l'agrafe de la porte d'entrée. Cette inscription est accompagnée d'une inscription donnant le nom du consul ayant ordonné la construction.
D'importants pèlerinages et processions se tenaient chaque année au mois de mai.
La chapelle était construite au nord de la ville, face à la rue principale. Cette implantation de la chapelle était gênante pour permettre l'élargissement de la route vers Castelmoron-sur-Lot, en 1895. La municipalité a décidé d'acheter des terrains près de la route en 1898. Les travaux de démontage et de remontage sont exécutés en 1899 par le maçon Roy, le charpentier Léglu et le serrurier Mariol, suivant le devis et les plans dressés par Baudon.
Les pèlerinages n'ont plus lieu mais Notre-Dame-de-Tout-Pouvoir garde toujours ses fidèles qui viennent y prier et les cierges continuent à âtre allumés dans la chapelle.
L'édifice a été restauré en 1992. Il a été consolidé et les murs grattés pour faire apparaître les briques.
La chapelle Notre-Dame-de-Tout-Pouvoir a été inscrite au titre des monuments historiques en 1996,.

## Description
La chapelle est un petit édifice rectangulaire construit en brique. Le linteau de la porte est réalisé en arc segmentaire en pierres calcaires grises à l'exception de l'imposte qui est en calcaire blanc.
La nef a une voûte en berceau en plein cintre.